# 迷路的小母雞
迷路的小母雞  是由英國作家伊妮·布來敦所寫的小說。屬於新加坡超過500部得獎作品中的一部，且得過通俗小說獎（Popular Rewards） 。

## 情節概要
故事開始是一位叫哈利（Harry）的小男生在從學校回家的路上找到一隻試著橫過馬路的小母雞。小母雞被汽車鳴響聲所驚嚇到並躲回路邊去。
他說，“我喜歡棕色的雞蛋，它們吃起來比起白色雞蛋美味。我希望我有一隻母雞能夠每天生一些棕色雞蛋給我吃。” 不過母親說， “在院子裡咱們沒有足夠的地方來養雞。”

## 外部連結
- About Enid Blyton （页面存档备份，存于）
- Enid Blyton/The Little Lost Hen And Other Stories - Navrang Inc. （页面存档备份，存于）